# Erdbeben in Peru 2019
Das Erdbeben in Peru ereignete sich am 26. Mai 2019 in den frühen Morgenstunden um 2:41 Uhr Ortszeit. Sein Epizentrum lag in der Provinz Alto Amazonas, 78 km südöstlich der Ortschaft Lagunas und 94 km östlich der Stadt Yurimaguas, im Naturschutzgebiet Pacaya-Samiria. Der Bebenherd lag nach Angaben der United States Geological Survey (USGS) in einer Tiefe von etwa 123 km, die peruanische Erdbebenwarte des Instituto Geofísico del Perú gibt die Tiefe mit 135 km an. Das Beben dauerte etwa zwei Minuten und hatte eine Stärke von 8,0 auf der Momenten-Magnituden-Skala.
Es war das stärkste Erdbeben in Peru seit dem Erdbeben in Peru 2007. Es war in zahlreichen Städten Perus und Ecuadors zu spüren und wurde selbst noch in Bogotá (Kolumbien) wahrgenommen.

## Tektonischer Hintergrund
Unter Peru taucht die Nazca-Platte unter der großen Südamerikanischen Kontinentalplatte bis zu einer Tiefe von 650 Kilometern ab. Im Gebiet des Bebens bewegt sie sich dabei etwa 70 Millimeter pro Jahr ostwärts (relativ zur größeren Platte). Während die meisten Erdbeben in Subduktionszonen im Kontaktbereich zwischen den beiden tektonischen Platten entstehen (Interplatten-Erdbeben), ereignete sich dieses Beben an einer Abschiebung innerhalb der abtauchenden Nazca-Platte (Intraplatten-Erdbeben). Die Bruchfläche hatte nach Schätzungen von USGS eine Ausdehnung von 180 km × 50 km.
Üblicherweise gibt es bei so tiefen Beben kaum Nachbeben.

## Schäden und Opfer
In Peru kamen zwei Menschen ums Leben. Der Leitstelle COEN der peruanischen Zivilschutzbehörde INDECI zufolge gab es im Land 15 Verletzte, im benachbarten Ecuador wurden nach Angaben der Katastrophenschutzbehörde SNGRD ebenfalls 15 Menschen verletzt. Dass trotz der Stärke des Bebens relativ wenig Menschen zu Schaden kamen, wird auf die große Tiefe des Bebenherds und die abgelegene Lage des Epizentrums zurückgeführt.
In Peru wurden 1147 Häuser beschädigt, davon mehr als 640 so stark, dass sie unbewohnbar wurden. 6 von 39 vom Beben betroffenen Gesundheitseinrichtungen und 8 von 219 betroffenen Bildungseinrichtungen wurden unbenutzbar. In Summe entstanden auf 6,5 Straßenkilometern Schäden, dazu wurden zwei Straßenbrücken, zwei Fußgängerbrücken sowie ein Wasserreservoir beschädigt. Für die gesamte Provinz Alto Amazonas wurde aufgrund der Empfehlung des Programa de Reducción de la Vulnerabilidad y Atención de Emergencia por Desastres (PREVAED) ein 60-tägiger Notstand ausgerufen, ebenso für mehrere Distrikte anderer Provinzen. Etwa 1250 Soldaten wurden in die betroffenen Gebiete entsandt.
Auch in Ecuador wurden Gebäude beschädigt. An einigen Orten brach die Stromversorgung ab.